# Wereldbeker biatlon 2010/2011
De IBU wereldbeker biatlon 2010/2011 ging van start op 1 december 2010 in het Zweedse Östersund en eindigde op 20 maart 2011 in het Noorse Oslo. Het hoogtepunt van het seizoen waren de wereldkampioenschappen in Rusland. Deze wedstrijden telden ook mee voor het wereldbekerklassement, dit in tegenstelling tot de sporten die onder de FIS-organisatie vallen.
De biatleet die aan het einde van het seizoen de meeste punten had verzameld was de eindwinnaar van de algemene wereldbeker. Ook per discipline werd een apart wereldbekerklassement opgemaakt. De algemene wereldbeker werd gewonnen door de Noor Tarjei Bø en de Finse Kaisa Mäkäräinen.

## Deelnemers
Het deelnemersveld was dit seizoen beperkter ten opzichte van vorig jaar. Enerzijds was het aantal deelnemers per land beperkt, anderzijds waren de eisen aan de biatleten verscherpt. De IBU wilde hiermee het algehele niveau van de wereldbeker verhogen, beter waarborgen dat tijdens een wedstrijd de biatleten dezelfde omstandigheden hebben en dat de gehele wedstrijd rechtstreeks op TV uitgezonden kon worden.
Het aantal deelnemers per land hangt af van de resultaten van de vorige wereldbekers. De beste vijf landen uit het landenklassement mochten maximaal zes sporters inschrijven voor de individuele nummers, de volgende vijf landen vijf sporters enzovoorts. Daarnaast mochten drie wildcards worden vergeven, waardoor het maximaal aantal biatleten dat aan de start verschijnt, is beperkt tot 108.
Het aantal startplaatsen per land was als volgt:
Mannen
- 6 startplaatsen:  Noorwegen,  Rusland,  Oostenrijk,  Frankrijk,  Duitsland
- 5 startplaatsen:  Zweden,  Oekraïne,  Zwitserland,  Tsjechië,  Verenigde Staten
- 4 startplaatsen:  Wit-Rusland,  Italië,  Slovenië,  Canada,  Slowakije
- 3 startplaatsen:  Estland,  Letland,  Finland,  Bulgarije,  Polen
- 2 startplaatsen:  Japan,  Kazachstan,  Verenigd Koninkrijk,  Kroatië,  Servië
- 1 startplaatsen:  Zuid-Korea,  Hongarije,  Roemenië,  China,  Australië
- 0 startplaatsen:  Litouwen,  België,  Moldavië,  Groenland,  Nederland,  Bosnië en Herzegovina,  Griekenland,  Macedonië,  Turkije

Vrouwen
- 6 startplaatsen:  Duitsland,  Rusland,  Frankrijk,  Zweden,  Oekraïne
- 5 startplaatsen:  Wit-Rusland,  Noorwegen,  Slovenië,  Polen,  Kazachstan
- 4 startplaatsen:  China,  Tsjechië,  Italië,  Roemenië,  Slowakije
- 3 startplaatsen:  Canada,  Finland,  Letland,  Estland,  Verenigde Staten
- 2 startplaatsen:  Bulgarije,  Japan,  Zuid-Korea,  Moldavië,  Zwitserland
- 1 startplaatsen:  Oostenrijk,  Verenigd Koninkrijk,  Kroatië,  Litouwen,  Nieuw-Zeeland
- 0 startplaatsen:  Groenland,  Andorra,  Griekenland,  Bosnië en Herzegovina,  Spanje

Landen met nul startplaatsen konden via een wildcard meedoen aan de wereldbeker.
De eisen aan de deelnemers waren ten opzichte van het vorige seizoen verscherpt. Er mogen alleen biatleten meedoen die bij bepaalde wedstrijden in een bepaalde periode ten minste een keer op een achterstand van maximaal 15% ten opzichte van het gemiddelde van de top-3 waren geëindigd. Vorig seizoen was dit nog 20%. Alle deelnemers aan de estafette moeten ook voldoen aan het individuele criteria.
Voor elke wedstrijdlocatie mochten de landen twee extra biatleten aanmelden. Uit deze groep moesten de deelnemers op de individuele wedstrijden worden geselecteerd.

## Mannen

### Kalender
| Datum                               | Plaats           | Discipline            | Eerste                                                                    | Tweede                                                                             | Derde                                                                       |
| ----------------------------------- | ---------------- | --------------------- | ------------------------------------------------------------------------- | ---------------------------------------------------------------------------------- | --------------------------------------------------------------------------- |
| 02/12/2010                          | Östersund        | 20 km individueel     | Emil Hegle Svendsen                                                       | Ole Einar Bjørndalen                                                               | Martin Fourcade                                                             |
| 04/12/2010                          | Östersund        | 10 km sprint          | Emil Hegle Svendsen                                                       | Ole Einar Bjørndalen                                                               | Martin Fourcade                                                             |
| 05/12/2010                          | Östersund        | 12,5 km achtervolging | Ole Einar Bjørndalen                                                      | Emil Hegle Svendsen                                                                | Jakov Fak                                                                   |
| 10/12/2010                          | Hochfilzen       | 10 km sprint          | Tarjei Bø                                                                 | Sergij Sednev                                                                      | Alexis Bœuf                                                                 |
| 11/12/2010                          | Hochfilzen       | 12,5 km achtervolging | Tarjei Bø                                                                 | Simon Eder                                                                         | Ivan Tsjerezov                                                              |
| 12/12/2010                          | Hochfilzen       | 4 x 7,5 km estafette  | Noorwegen Alexander Os Ole Einar Bjørndalen Emil Hegle Svendsen Tarjei Bø | Oostenrijk Daniel Mesotitsch Tobias Eberhard Christoph Sumann Dominik Landertinger | Frankrijk Vincent Jay Jean Guillaume Beatrix Lois Habert Martin Fourcade    |
| 16/12/2010                          | Pokljuka         | 20 km individueel     | Daniel Mesotitsch                                                         | Benjamin Weger                                                                     | Sergij Sednev                                                               |
| 18/12/2010                          | Pokljuka         | 10 km sprint          | Björn Ferry                                                               | Tarjei Bø                                                                          | Michael Greis                                                               |
| 05/01/2011                          | Oberhof          | 4 x 7,5 km estafette  | Duitsland Christoph Stephan Alexander Wolf Arnd Peiffer Michael Greis     | Tsjechië Zdeněk Vítek Jaroslav Soukup Ondřej Moravec Michal Šlesingr               | Noorwegen Alexander Os Lars Berger Rune Brattsveen Ole Einar Bjørndalen     |
| 07/01/2011                          | Oberhof          | 10 km sprint          | Tarjei Bø                                                                 | Arnd Peiffer                                                                       | Michal Šlesingr                                                             |
| 09/01/2011                          | Oberhof          | 15 km massastart      | Tarjei Bø                                                                 | Emil Hegle Svendsen                                                                | Ivan Tsjerezov                                                              |
| 12/01/2011                          | Ruhpolding       | 20 km individueel     | Emil Hegle Svendsen                                                       | Martin Fourcade                                                                    | Dominik Landertinger                                                        |
| 14/01/2011                          | Ruhpolding       | 10 km sprint          | Lars Berger                                                               | Martin Fourcade                                                                    | Ivan Tsjerezov                                                              |
| 16/01/2011                          | Ruhpolding       | 12,5 km achtervolging | Björn Ferry                                                               | Martin Fourcade                                                                    | Michael Greis                                                               |
| 20/01/2011                          | Antholz          | 10 km sprint          | Anton Sjipoelin                                                           | Michael Greis                                                                      | Lars Berger                                                                 |
| 22/01/2011                          | Antholz          | 15 km massastart      | Martin Fourcade                                                           | Björn Ferry                                                                        | Anton Sjipoelin                                                             |
| 23/01/2011                          | Antholz          | 4 x 7,5 km estafette  | Duitsland Christoph Stephan Daniel Böhm Arnd Peiffer Michael Greis        | Italië Christian de Lorenzi René Laurent Vuillermoz Lukas Hofer Markus Windisch    | Noorwegen Emil Hegle Svendsen Ole Einar Bjørndalen Alexander Os Tarjei Bø   |
| 04/02/2011                          | Presque Isle     | 10 km sprint          | Arnd Peiffer                                                              | Martin Fourcade                                                                    | Ivan Tsjerezov                                                              |
| 06/02/2011                          | Presque Isle     | 12,5 km achtervolging | Alexis Bœuf                                                               | Ivan Tsjerezov                                                                     | Carl Johan Bergman                                                          |
| 10/02/2011                          | Fort Kent        | 10 km sprint          | Emil Hegle Svendsen                                                       | Michal Šlesingr                                                                    | Tarjei Bø                                                                   |
| 12/02/2011                          | Fort Kent        | 12,5 km achtervolging | Emil Hegle Svendsen                                                       | Martin Fourcade                                                                    | Tarjei Bø                                                                   |
| 13/02/2011                          | Fort Kent        | 15 km massastart      | Martin Fourcade                                                           | Tomasz Sikora                                                                      | Tarjei Bø                                                                   |
|                                     |                  |                       |                                                                           |                                                                                    |                                                                             |
| Wereldkampioenschappen biatlon 2011 |                  |                       |                                                                           |                                                                                    |                                                                             |
| 04/03/2011                          | Chanty-Mansiejsk | 10 km sprint          | Arnd Peiffer                                                              | Martin Fourcade                                                                    | Tarjei Bø                                                                   |
| 06/03/2011                          | Chanty-Mansiejsk | 12,5 km achtervolging | Martin Fourcade                                                           | Emil Hegle Svendsen                                                                | Tarjei Bø                                                                   |
| 08/03/2011                          | Chanty-Mansiejsk | 20 km individueel     | Tarjei Bø                                                                 | Maksim Maksimov                                                                    | Christoph Sumann                                                            |
| 11/03/2011                          | Chanty-Mansiejsk | 4 x 7,5 km estafette  | Noorwegen Ole Einar Bjørndalen Alexander Os Emil Hegle Svendsen Tarjei Bø | Rusland Anton Sjipoelin Jevgeni Oestjoegov Maksim Maksimov Ivan Tsjerezov          | Oekraïne Oleksandr Bilanenko Andrij Deryzemlja Sergij Semenov Sergij Sednev |
| 12/03/2011                          | Chanty-Mansiejsk | 15 km massastart      | Emil Hegle Svendsen                                                       | Jevgeni Oestjoegov                                                                 | Lukas Hofer                                                                 |
|                                     |                  |                       |                                                                           |                                                                                    |                                                                             |
| 17/03/2011                          | Oslo             | 10 km sprint          | Andreas Birnbacher                                                        | Björn Ferry                                                                        | Alexander Wolf                                                              |
| 19/03/2011                          | Oslo             | 12,5 km achtervolging | Emil Hegle Svendsen                                                       | Martin Fourcade                                                                    | Tarjei Bø                                                                   |
| 20/03/2011                          | Oslo             | 15 km massastart      | Emil Hegle Svendsen                                                       | Jevgeni Oestjoegov                                                                 | Ole Einar Bjørndalen                                                        |

### Eindstanden wereldbeker
| Algemene wereldbeker |                      |      |        |
| #                    | Biatleet             | Land | Punten |
| 1                    | Tarjei Bø            | NOR  | 1110   |
| 2                    | Emil Hegle Svendsen  | NOR  | 1105   |
| 3                    | Martin Fourcade      | FRA  | 990    |
| 4                    | Arnd Peiffer         | GER  | 735    |
| 5                    | Ivan Tsjerezov       | RUS  | 711    |
| 6                    | Michael Greis        | GER  | 707    |
| 7                    | Björn Ferry          | SWE  | 607    |
| 8                    | Christoph Sumann     | AUT  | 594    |
| 9                    | Michal Šlesingr      | CZE  | 592    |
| 10                   | Ole Einar Bjørndalen | NOR  | 586    |
| 11                   | Simon Eder           | AUT  | 582    |
| 12                   | Lukas Hofer          | ITA  | 570    |
| 13                   | Carl Johan Bergman   | SWE  | 552    |
| 14                   | Andreas Birnbacher   | GER  | 549    |
| 15                   | Jevgeni Oestjoegov   | RUS  | 542    |
| 16                   | Sergij Sednev        | UKR  | 472    |
| 17                   | Lars Berger          | NOR  | 440    |
| 18                   | Alexis Bœuf          | FRA  | 433    |
| 19                   | Anton Sjipoelin      | RUS  | 417    |
| 20                   | Vincent Jay          | FRA  | 397    |

| Landenklassement |            |        |
| #                | Land       | Punten |
| 1                | Noorwegen  | 7428   |
| 2                | Duitsland  | 6990   |
| 3                | Rusland    | 6507   |
| 4                | Oostenrijk | 6381   |
| 5                | Frankrijk  | 6351   |
| 6                | Oekraïne   | 6006   |
| 7                | Zweden     | 5984   |
| 8                | Italië     | 5829   |

| Estafettes |            |        |
| #          | Land       | Punten |
| 1          | Noorwegen  | 216    |
| 2          | Duitsland  | 199    |
| 3          | Oekraïne   | 163    |
| 4          | Italië     | 161    |
| 5          | Oostenrijk | 154    |
| 6          | Rusland    | 152    |
| 7          | Frankrijk  | 151    |
| 8          | Zweden     | 150    |

| Wereldbeker 20 km individueel |                      |      |        |
| #                             | Biatleet             | Land | Punten |
| 1                             | Emil Hegle Svendsen  | NOR  | 188    |
| 2                             | Tarjei Bø            | NOR  | 172    |
| 3                             | Martin Fourcade      | FRA  | 133    |
| 4                             | Ole Einar Bjørndalen | NOR  | 126    |
| 5                             | Michael Greis        | GER  | 113    |
| 6                             | Daniel Mesotitsch    | AUT  | 109    |
| 7                             | Vincent Jay          | FRA  | 105    |
| 8                             | Christoph Sumann     | AUT  | 100    |
| 9                             | Tomasz Sikora        | POL  | 98     |
| 10                            | Andreas Birnbacher   | GER  | 93     |

| Wereldbeker 10 km sprint |                     |      |        |
| #                        | Biatleet            | Land | Punten |
| 1                        | Tarjei Bø           | NOR  | 393    |
| 2                        | Emil Hegle Svendsen | NOR  | 369    |
| 3                        | Arnd Peiffer        | GER  | 333    |
| 4                        | Martin Fourcade     | FRA  | 307    |
| 5                        | Michael Greis       | GER  | 293    |
| 6                        | Ivan Tsjerezov      | RUS  | 288    |
| 7                        | Lukas Hofer         | ITA  | 257    |
| 8                        | Lars Berger         | NOR  | 238    |
| 9                        | Andreas Birnbacher  | GER  | 219    |
| 10                       | Christoph Sumann    | AUT  | 215    |

| Wereldbeker 12,5 km achtervolging |                     |      |        |
| #                                 | Biatleet            | Land | Punten |
| 1                                 | Tarjei Bø           | NOR  | 334    |
| 2                                 | Martin Fourcade     | FRA  | 320    |
| 3                                 | Emil Hegle Svendsen | NOR  | 304    |
| 4                                 | Ivan Tsjerezov      | RUS  | 229    |
| 5                                 | Simon Eder          | AUT  | 183    |
| 6                                 | Carl Johan Bergman  | SWE  | 178    |
| 7                                 | Björn Ferry         | SWE  | 177    |
| 8                                 | Arnd Peiffer        | GER  | 175    |
| 9                                 | Michal Šlesingr     | CZE  | 175    |
| 10                                | Michael Greis       | GER  | 172    |

| Wereldbeker 15 km massastart |                      |      |        |
| #                            | Biatleet             | Land | Punten |
| 1                            | Emil Hegle Svendsen  | NOR  | 244    |
| 2                            | Martin Fourcade      | FRA  | 230    |
| 3                            | Tarjei Bø            | NOR  | 211    |
| 4                            | Jevgeni Oestjoegov   | RUS  | 149    |
| 5                            | Lukas Hofer          | ITA  | 148    |
| 6                            | Arnd Peiffer         | GER  | 143    |
| 7                            | Ole Einar Bjørndalen | NOR  | 142    |
| 8                            | Ivan Tsjerezov       | RUS  | 140    |
| 9                            | Christoph Sumann     | AUT  | 138    |
| 10                           | Björn Ferry          | SWE  | 137    |

## Vrouwen

### Kalender
| Datum                               | Plaats           | Discipline          | Eerste                                                                          | Tweede                                                                          | Derde                                                                                 |
| ----------------------------------- | ---------------- | ------------------- | ------------------------------------------------------------------------------- | ------------------------------------------------------------------------------- | ------------------------------------------------------------------------------------- |
| 01/12/2010                          | Östersund        | 15 km individueel   | Anna Carin Olofsson-Zidek                                                       | Marie-Laure Brunet                                                              | Helena Ekholm                                                                         |
| 03/12/2010                          | Östersund        | 7,5 km sprint       | Kaisa Mäkäräinen                                                                | Miriam Gössner                                                                  | Darja Domratsjeva                                                                     |
| 05/12/2010                          | Östersund        | 10 km achtervolging | Kaisa Mäkäräinen                                                                | Miriam Gössner                                                                  | Helena Ekholm                                                                         |
| 10/12/2010                          | Hochfilzen       | 7,5 km sprint       | Anastasiya Kuzmina                                                              | Darja Domratsjeva                                                               | Kaisa Mäkäräinen                                                                      |
| 11/12/2010                          | Hochfilzen       | 4 x 6 km estafette  | Duitsland Kathrin Hitzer Magdalena Neuner Sabrina Buchholz Andrea Henkel        | Oekraïne Oksana Chvostenko Olena Pidhroesjna Vita Semerenko Valj Semerenko      | Noorwegen Synnøve Solemdal Ann Kristin Flatland Fanny Horn Tora Berger                |
| 12/12/2010                          | Hochfilzen       | 10 km achtervolging | Helena Ekholm                                                                   | Kaisa Mäkäräinen                                                                | Darja Domratsjeva                                                                     |
| 16/12/2010                          | Pokljuka         | 15 km individueel   | Tora Berger                                                                     | Kaisa Mäkäräinen                                                                | Marie-Laure Brunet                                                                    |
| 18/12/2010                          | Pokljuka         | 7,5 km sprint       | Magdalena Neuner                                                                | Anastasiya Kuzmina                                                              | Kaisa Mäkäräinen Olga Zajtseva                                                        |
| 06/01/2011                          | Oberhof          | 4 x 6 km estafette  | Zweden Jenny Jonsson Anna Carin Olofsson-Zidek Anna Maria Nilsson Helena Ekholm | Frankrijk Anaïs Bescond Marie Dorin Pauline Macabies Marie-Laure Brunet         | Wit-Rusland Nadezjda Skardino Darja Domratsjeva Nadzeja Pisareva Ljoedmila Kalintsjik |
| 08/01/2011                          | Oberhof          | 7,5 km sprint       | Ann Kristin Flatland                                                            | Magdalena Neuner                                                                | Andrea Henkel                                                                         |
| 09/01/2011                          | Oberhof          | 12,5 km massastart  | Helena Ekholm                                                                   | Andrea Henkel                                                                   | Svetlana Sleptsova                                                                    |
| 13/01/2011                          | Ruhpolding       | 15 km individueel   | Olga Zajtseva                                                                   | Helena Ekholm                                                                   | Andrea Henkel                                                                         |
| 15/01/2011                          | Ruhpolding       | 7,5 km sprint       | Tora Berger                                                                     | Andrea Henkel                                                                   | Magdalena Neuner                                                                      |
| 16/01/2011                          | Ruhpolding       | 10 km achtervolging | Tora Berger                                                                     | Andrea Henkel                                                                   | Kaisa Mäkäräinen                                                                      |
| 20/01/2011                          | Antholz          | 7,5 km sprint       | Tora Berger                                                                     | Anastasiya Kuzmina                                                              | Olga Zajtseva                                                                         |
| 22/01/2011                          | Antholz          | 4 x 6 km estafette  | Rusland Svetlana Sleptsova Anna Bogali-Titovets Natalja Goeseva Olga Zajtseva   | Zweden Jenny Jonsson Anna Carin Olofsson-Zidek Anna Maria Nilsson Helena Ekholm | Duitsland Sabrina Buchholz Kathrin Hitzer Miriam Gössner Andrea Henkel                |
| 23/01/2011                          | Antholz          | 12,5 km massastart  | Tora Berger                                                                     | Marie-Laure Brunet                                                              | Darja Domratsjeva                                                                     |
| 04/02/2011                          | Presque Isle     | 7,5 km sprint       | Helena Ekholm                                                                   | Tora Berger                                                                     | Valj Semerenko                                                                        |
| 06/02/2011                          | Presque Isle     | 10 km achtervolging | Tora Berger                                                                     | Marie Dorin                                                                     | Darja Domratsjeva                                                                     |
| 10/02/2011                          | Fort Kent        | 7,5 km sprint       | Andrea Henkel                                                                   | Miriam Gössner                                                                  | Magdalena Neuner                                                                      |
| 12/02/2011                          | Fort Kent        | 10 km achtervolging | Andrea Henkel                                                                   | Magdalena Neuner                                                                | Marie Dorin                                                                           |
| 13/02/2011                          | Fort Kent        | 12,5 km massastart  | Magdalena Neuner                                                                | Andrea Henkel                                                                   | Darja Domratsjeva                                                                     |
|                                     |                  |                     |                                                                                 |                                                                                 |                                                                                       |
| Wereldkampioenschappen biatlon 2011 |                  |                     |                                                                                 |                                                                                 |                                                                                       |
| 05/03/2011                          | Chanty-Mansiejsk | 7,5 km sprint       | Magdalena Neuner                                                                | Kaisa Mäkäräinen                                                                | Anastasiya Kuzmina                                                                    |
| 06/03/2011                          | Chanty-Mansiejsk | 10 km achtervolging | Kaisa Mäkäräinen                                                                | Magdalena Neuner                                                                | Helena Ekholm                                                                         |
| 09/03/2011                          | Chanty-Mansiejsk | 15 km individueel   | Helena Ekholm                                                                   | Tina Bachmann                                                                   | Vita Semerenko                                                                        |
| 12/03/2011                          | Chanty-Mansiejsk | 12,5 km massastart  | Magdalena Neuner                                                                | Darja Domratsjeva                                                               | Tora Berger                                                                           |
| 13/03/2011                          | Chanty-Mansiejsk | 4 x 6 km estafette  | Duitsland Andrea Henkel Miriam Gössner Tina Bachmann Magdalena Neuner           | Frankrijk Anaïs Bescond Marie-Laure Brunet Sophie Boilley Marie Dorin           | Wit-Rusland Nadezjda Skardino Darja Domratsjeva Nadzeja Pisareva Ljoedmila Kalintsjik |
|                                     |                  |                     |                                                                                 |                                                                                 |                                                                                       |
| 17/03/2011                          | Oslo             | 7,5 km sprint       | Magdalena Neuner                                                                | Tora Berger                                                                     | Darja Domratsjeva                                                                     |
| 19/03/2011                          | Oslo             | 10 km achtervolging | Anastasiya Kuzmina                                                              | Darja Domratsjeva                                                               | Andrea Henkel                                                                         |
| 20/03/2011                          | Oslo             | 12,5 km massastart  | Darja Domratsjeva                                                               | Anna Bogali-Titovets                                                            | Olga Zajtseva                                                                         |

### Eindstanden wereldbeker
| Algemene wereldbeker |                           |      |        |
| #                    | Biatleet                  | Land | Punten |
| 1                    | Kaisa Mäkäräinen          | FIN  | 1005   |
| 2                    | Andrea Henkel             | GER  | 972    |
| 3                    | Helena Ekholm             | SWE  | 971    |
| 4                    | Tora Berger               | NOR  | 963    |
| 5                    | Magdalena Neuner          | GER  | 952    |
| 6                    | Darja Domratsjeva         | BLR  | 862    |
| 7                    | Marie Dorin               | FRA  | 726    |
| 8                    | Teja Gregorin             | SLO  | 722    |
| 9                    | Anastasiya Kuzmina        | SVK  | 708    |
| 10                   | Anna Carin Olofsson-Zidek | SWE  | 703    |
| 11                   | Valj Semerenko            | UKR  | 687    |
| 12                   | Olga Zajtseva             | RUS  | 642    |
| 13                   | Marie-Laure Brunet        | FRA  | 617    |
| 14                   | Miriam Gössner            | GER  | 593    |
| 15                   | Vita Semerenko            | UKR  | 566    |
| 16                   | Ann Kristin Flatland      | NOR  | 549    |
| 17                   | Jekaterina Joerlova       | RUS  | 544    |
| 18                   | Svetlana Sleptsova        | RUS  | 516    |
| 19                   | Tina Bachmann             | GER  | 505    |
| 20                   | Kathrin Hitzer            | GER  | 505    |

| Landenklassement |             |        |
| #                | Land        | Punten |
| 1                | Duitsland   | 7236   |
| 2                | Rusland     | 6813   |
| 3                | Zweden      | 6669   |
| 4                | Frankrijk   | 6510   |
| 5                | Noorwegen   | 6301   |
| 6                | Oekraïne    | 6228   |
| 7                | Wit-Rusland | 6109   |
| 8                | Italië      | 5217   |

| Estafettes |             |        |
| #          | Land        | Punten |
| 1          | Duitsland   | 206    |
| 2          | Zweden      | 190    |
| 3          | Rusland     | 177    |
| 4          | Frankrijk   | 177    |
| 5          | Wit-Rusland | 175    |
| 6          | Noorwegen   | 160    |
| 7          | Italië      | 147    |
| 8          | Polen       | 134    |

| Wereldbeker 15 km individueel |                           |      |        |
| #                             | Biatleet                  | Land | Punten |
| 1                             | Helena Ekholm             | SWE  | 173    |
| 2                             | Valj Semerenko            | UKR  | 159    |
| 3                             | Olga Zajtseva             | RUS  | 138    |
| 4                             | Tora Berger               | NOR  | 133    |
| 5                             | Marie-Laure Brunet        | FRA  | 132    |
| 6                             | Kaisa Mäkäräinen          | FIN  | 131    |
| 7                             | Vita Semerenko            | UKR  | 128    |
| 8                             | Andrea Henkel             | GER  | 115    |
| 9                             | Anna Carin Olofsson-Zidek | SWE  | 112    |
| 10                            | Marie Dorin               | FRA  | 110    |

| Wereldbeker 7,5 km sprint |                    |      |        |
| #                         | Biatleet           | Land | Punten |
| 1                         | Magdalena Neuner   | GER  | 404    |
| 2                         | Kaisa Mäkäräinen   | FIN  | 391    |
| 3                         | Tora Berger        | NOR  | 356    |
| 4                         | Andrea Henkel      | GER  | 349    |
| 5                         | Anastasiya Kuzmina | SVK  | 328    |
| 6                         | Helena Ekholm      | SWE  | 324    |
| 7                         | Darja Domratsjeva  | BLR  | 323    |
| 8                         | Teja Gregorin      | SLO  | 297    |
| 9                         | Miriam Gössner     | GER  | 266    |
| 10                        | Marie Dorin        | FRA  | 265    |

| Wereldbeker 10 km achtervolging |                           |      |        |
| #                               | Biatleet                  | Land | Punten |
| 1                               | Kaisa Mäkäräinen          | FIN  | 343    |
| 2                               | Andrea Henkel             | GER  | 303    |
| 3                               | Helena Ekholm             | SWE  | 279    |
| 4                               | Tora Berger               | NOR  | 268    |
| 5                               | Darja Domratsjeva         | BLR  | 252    |
| 6                               | Magdalena Neuner          | GER  | 221    |
| 7                               | Marie Dorin               | FRA  | 211    |
| 8                               | Anna Carin Olofsson-Zidek | SWE  | 208    |
| 9                               | Miriam Gössner            | GER  | 206    |
| 10                              | Anastasiya Kuzmina        | SVK  | 195    |

| Wereldbeker 12,5 km massastart |                    |      |        |
| #                              | Biatleet           | Land | Punten |
| 1                              | Darja Domratsjeva  | BLR  | 236    |
| 2                              | Magdalena Neuner   | GER  | 228    |
| 3                              | Tora Berger        | NOR  | 206    |
| 4                              | Andrea Henkel      | GER  | 205    |
| 5                              | Helena Ekholm      | SWE  | 195    |
| 6                              | Marie-Laure Brunet | FRA  | 157    |
| 7                              | Teja Gregorin      | SLO  | 152    |
| 8                              | Kaisa Mäkäräinen   | FIN  | 140    |
| 9                              | Marie Dorin        | FRA  | 140    |
| 10                             | Svetlana Sleptsova | RUS  | 137    |

## Gemengd

### Kalender
| Datum      | Plaats           | Discipline                               | Eerste                                                                              | Tweede                                                                 | Derde                                                                     |
| ---------- | ---------------- | ---------------------------------------- | ----------------------------------------------------------------------------------- | ---------------------------------------------------------------------- | ------------------------------------------------------------------------- |
| 19/12/2010 | Pokljuka         | 2 x 6 km + 2 x 7,5 km gemengde estafette | Zweden Helena Ekholm Anna Carin Olofsson-Zidek Fredrik Lindström Carl Johan Bergman | Oekraïne Olena Pidhroesjna Vita Semerenko Sergij Semenov Sergij Sednev | Frankrijk Marie-Laure Brunet Marie Dorin Vincent Jay Martin Fourcade      |
| 05/02/2011 | Presque Isle     | 2 x 6 km + 2 x 7,5 km gemengde estafette | Duitsland Kathrin Hitzer Magdalena Neuner Alexander Wolf Daniel Böhm                | Frankrijk Marie-Laure Brunet Sophie Boilley Vincent Jay Alexis Bœuf    | Rusland Svetlana Sleptsova Natalja Goeseva Ivan Tsjerezov Maksim Tsjoedov |
|            |                  |                                          |                                                                                     |                                                                        |                                                                           |
| 03/03/2011 | Chanty-Mansiejsk | 2 x 6 km + 2 x 7,5 km gemengde estafette | Noorwegen Tora Berger Ann Kristin Flatland Ole Einar Bjørndalen Tarjei Bø           | Duitsland Andrea Henkel Magdalena Neuner Arnd Peiffer Michael Greis    | Frankrijk Marie-Laure Brunet Marie Dorin Alexis Bœuf Martin Fourcade      |

### Eindstand
| Mixed wereldbeker |                  |        |       |
| #                 | Land             | Punten | Zeges |
| 01                | Frankrijk        | 150    |       |
| 02                | Duitsland        | 148    | 1     |
| 03                | Zweden           | 141    | 1     |
| 04                | RUS              | 129    |       |
| 05                | Italië           | 121    |       |
| 06                | Noorwegen        | 120    | 1     |
| 07                | Oekraïne         | 118    |       |
| 08                | Slovenië         | 105    |       |
| 09                | Verenigde Staten | 094    |       |
| 10                | Finland          | 091    |       |

1977/1978 · 
1978/1979 · 
1979/1980 · 
1980/1981 · 
1981/1982 · 
1982/1983 · 
1983/1984 · 
1984/1985 · 
1985/1986 · 
1986/1987 · 
1987/1988 · 
1988/1989 · 
1989/1990 · 
1990/1991 · 
1991/1992 · 
1992/1993 · 
1993/1994 · 
1994/1995 · 
1995/1996 · 
1996/1997 · 
1997/1998 · 
1998/1999 · 
1999/2000 · 
2000/2001 · 
2001/2002 · 
2002/2003 · 
2003/2004 · 
2004/2005 · 
2005/2006 · 
2006/2007 · 
2007/2008 · 
2008/2009 ·
2009/2010 ·
2010/2011 ·
2011/2012 ·
2012/2013 ·
2013/2014 ·
2014/2015 ·
2015/2016 ·
2016/2017 ·
2017/2018 ·
2018/2019 ·
2019/2020 ·
2020/2021 ·
2021/2022 ·
2022/2023 ·
2023/2024 ·
2024/2025
Alpineskiën ·
Biatlon ·
Bobsleeën ·
Freestyleskiën ·
Langlaufen ·
Noordse combinatie ·
Rodelen ·
Schaatsen (junioren) ·
Schansspringen ·
Shorttrack ·
Skeleton ·
Snowboarden